# 旭豪山和泰
旭豪山 和泰（きょくごうざん かずやす、1968年9月18日 - ）は、千葉県市川市国分出身（出生地は東京都江東区）で大島部屋に所属した元大相撲力士。本名は木村 泰山（きむら たいざん）。最高位は東前頭9枚目。身長181cm、体重176kg。得意は突き、押し。現在は東京都江戸川区でちゃんこ屋を経営している。血液型はO型。

## 人物
千葉県出身。中学時代は柔道をやっていた。大相撲に入門したきっかけは、「関取になったら学校に君の写真額が飾られるぞ。」と大島親方に口説かれたことである。実際に、母校である市川市立第一中学校の校舎の一角には、現在でも自身の写真額が掲げられている。
ずんぐりむっくり型で、押し相撲にはもってこいの体型であった。事実体型を生かした押しの威力はなかなかのもので、押しの型にはまれば強いものがあった。序ノ口に付いた1984年5月場所から廃業直前の1996年7月場所まで、854回連続出場という記録を残している。
しかし、足首の故障で稽古が十分出来なかった事からもろく、前に落ちるケースが多かった。そのため幕内に定着できず、最後はケガのため三段目まで落下した。三段目に落ちてからも1場所相撲を取ったが、幕下復帰はならずその地位のまま廃業した。

## エピソード
- 同じ大島部屋の旭道山和泰とは四股名が1文字しか違わず音も似ており、加えて下の名前も同じなためよく混同されたが、体型はそっぷ型の旭道山に対してあんこ型で全く異なっていた。
- 幕内在位中は同じ大島部屋に所属する横綱旭富士の土俵入りで露払いを務めた。

## 略歴
- 1984年3月場所 初土俵
- 1988年11月場所 新十両
- 1989年11月場所 新入幕
- 1996年9月場所 廃業

## 主な成績
- 通算成績：426勝428敗7休 勝率.499
- 幕内成績：27勝63敗 勝率.300
- 現役在位：76場所
- 幕内在位：6場所
- 各段優勝
  - 十両優勝：1回（1991年3月場所）

### 場所別成績
| | 一月場所 初場所（東京） | 三月場所 春場所（大阪） | 五月場所 夏場所（東京） | 七月場所 名古屋場所（愛知） | 九月場所 秋場所（東京）   | 十一月場所 九州場所（福岡） |
| --- | ----------------------- | ----------------------- | ----------------------- | --------------------------- | ------------------------- | --------------------------- |
| 1984年 （昭和59年） | x                       | （前相撲）              | 東序ノ口18枚目 3–4      | 西序ノ口23枚目 6–1          | 東序二段81枚目 5–2        | 西序二段41枚目 3–4          |
| 1985年 （昭和60年） | 西序二段56枚目 3–4      | 東序二段72枚目 4–3      | 西序二段46枚目 4–3      | 西序二段21枚目 5–2          | 西三段目85枚目 5–2        | 東三段目55枚目 3–4          |
| 1986年 （昭和61年） | 西三段目71枚目 5–2      | 東三段目35枚目 4–3      | 東三段目17枚目 5–2      | 西幕下49枚目 3–4            | 東三段目筆頭 2–5          | 西三段目24枚目 5–2          |
| 1987年 （昭和62年） | 西幕下60枚目 4–3        | 西幕下46枚目 5–2        | 東幕下28枚目 3–4        | 東幕下40枚目 4–3            | 西幕下28枚目 4–3          | 西幕下17枚目 4–3            |
| 1988年 （昭和63年） | 西幕下11枚目 3–4        | 西幕下17枚目 5–2        | 西幕下9枚目 4–3         | 西幕下6枚目 5–2             | 西幕下筆頭 5–2            | 東十両12枚目 9–6            |
| 1989年 （平成元年） | 東十両6枚目 8–7         | 東十両4枚目 5–10        | 西十両11枚目 10–5       | 西十両4枚目 8–7             | 西十両3枚目 9–6           | 西前頭14枚目 4–11           |
| 1990年 （平成2年） | 西十両4枚目 10–5        | 西十両筆頭 9–6          | 東前頭13枚目 8–7        | 東前頭9枚目 6–9             | 西前頭13枚目 1–14         | 西十両10枚目 9–6            |
| 1991年 （平成3年） | 東十両5枚目 6–9         | 西十両9枚目 優勝 11–4   | 西十両2枚目 7–8         | 東十両3枚目 8–7             | 東前頭16枚目 4–11         | 東十両5枚目 7–8             |
| 1992年 （平成4年） | 東十両7枚目 6–9         | 東十両10枚目 7–8        | 東十両12枚目 9–6        | 西十両6枚目 8–7             | 東十両4枚目 8–7           | 東十両筆頭 8–7              |
| 1993年 （平成5年） | 西前頭16枚目 4–11       | 西十両7枚目 9–6         | 西十両4枚目 8–7         | 西十両3枚目 7–8             | 西十両6枚目 8–7           | 東十両5枚目 8–7             |
| 1994年 （平成6年） | 東十両4枚目 8–7         | 西十両3枚目 8–7         | 西十両2枚目 6–9         | 西十両6枚目 8–7             | 東十両5枚目 8–7           | 西十両2枚目 8–7             |
| 1995年 （平成7年） | 西十両筆頭 6–9          | 西十両4枚目 8–7         | 東十両3枚目 7–8         | 東十両5枚目 6–9             | 西十両10枚目 1–14         | 西幕下9枚目 4–3             |
| 1996年 （平成8年） | 東幕下5枚目 2–5         | 東幕下20枚目 3–4        | 東幕下28枚目 0–7        | 東三段目3枚目 3–4           | 西三段目18枚目 引退 0–0–7 | x                           |
| 各欄の数字は、「勝ち-負け-休場」を示す。 優勝 引退 休場 十両 幕下 三賞：敢=敢闘賞、殊=殊勲賞、技=技能賞 その他：★=金星 番付階級：幕内 - 十両 - 幕下 - 三段目 - 序二段 - 序ノ口 幕内序列：横綱 - 大関 - 関脇 - 小結 - 前頭（「#数字」は各位内の序列） |                         |                         |                         |                             |                           |                             |

## 幕内対戦成績
| 力士名   | 勝数 | 負数 | 力士名   | 勝数 | 負数 | 力士名   | 勝数 | 負数 | 力士名 | 勝数 | 負数 |
| -------- | ---- | ---- | -------- | ---- | ---- | -------- | ---- | ---- | ------ | ---- | ---- |
| 曙       | 0    | 1    | 板井     | 0    | 1    | 恵那櫻   | 1    | 2    | 巨砲   | 1    | 1    |
| 大若松   | 0    | 1    | 小城ノ花 | 1    | 1    | 春日富士 | 1    | 2    | 騏乃嵐 | 0    | 1    |
| 起利錦   | 1    | 2    | 久島海   | 1    | 0    | 高望山   | 0    | 1    | 琴稲妻 | 0    | 4    |
| 琴ヶ梅   | 0    | 3    | 琴富士   | 0    | 3    | 逆鉾     | 0    | 1    | 陣岳   | 2    | 0    |
| 太寿山   | 1    | 1    | 大翔鳳   | 0    | 1    | 大翔山   | 0    | 1    | 貴闘力 | 1    | 0    |
| 孝乃富士 | 0    | 2    | 隆三杉   | 2    | 1    | 多賀竜   | 1    | 0    | 立洸   | 0    | 1    |
| 玉海力   | 2(1) | 0    | 時津洋   | 0    | 1    | 豊ノ海   | 1    | 2    | 浪ノ花 | 0    | 1    |
| 花ノ国   | 1    | 0    | 舞の海   | 0    | 1    | 三杉里   | 1    | 1    | 水戸泉 | 0    | 2    |
| 両国     | 0    | 2    | 若翔洋   | 0    | 1    | 若瀬川   | 0    | 2    |        |      |      |

## 改名歴
- 木村川 泰山（きむらがわ たいざん）1984年3月場所
- 旭泰山 和泰（きょくたいざん かずやす）1984年5月場所 - 1986年9月場所
- 旭豪山 和泰（きょくごうざん かずやす）1986年11月場所 - 1996年9月場所